# 絕命精神病院實驗
《絕命精神病院實驗》（英语：The Outlast Trials）是由Red Barrels開發兼發行的隱蔽類生存恐怖遊戲，為絕命精神病院系列的第三部作品、前兩集遊戲的前傳。遊戲於2023年5月18日在Microsoft Windows上發售抢先体验版。正式版于2024年3月5日在PlayStation 4、PlayStation 5、Windows、Xbox One和Xbox Series X/S上發行。

## 開發
《絕命精神病院3》於2017年12月確認開發，但具體發佈日期以及遊戲平台並沒有公佈。遊戲開發商Red Barrels表示，由於《絕命精神病院2》的結構問題，他們無法輕易為《絕命精神病院2》添加可下載內容，因此將有一個與《絕命精神病院》相關的獨立遊戲在《絕命精神病院3》之前發佈。
2019年12月，Red Barrels正式發表新作《絕命精神病院實驗》，而且透露新作並非《絕命精神病院2》的續作。故事設置在冷戰時期，與前兩集設置在同一個世界觀。2020年6月，釋出首支預告，並宣佈將於2021年推出。然而在2021年8月，宣佈遊戲將推遲至2022年發佈。2022年10月底，官方釋出封閉式試玩版(beta)給予部分YouTube頻道進行體驗遊玩，並拍攝試玩畫面上傳至個人頻道，但遊戲未在2022年內推出。在2023年3月10日於官方YouTube頻道所上傳的幕後配音影片，公佈遊戲於同年5月18日以抢先体验形式於Steam及Epic平台發佈。游戏于2024年3月5日脱离抢先体验，并同步在PlayStation 4、PlayStation 5、Xbox One和Xbox Series X/S上发售。

## 外部連結
- 官方网站